# Hans Schmid (Maler, 1924)
Hans Schmid (* 17. Juli 1924 in Tamins; † 12. Juli 2008 in Chur) war ein Schweizer Maler und Grafiker.

## Leben
Hans Schmid wurde am 17. Juli 1924 in Tamins als Sohn des Revierförsters Johann Ulrich Schmid und der Maria Dorothea Kieni geboren. Der Vater starb 1925. Schmid wuchs an seinem Geburtsort auf.
Als Sechzehnjähriger arbeitete Hans Schmid in den Emser Werken, um seine Mutter und seine Schwester Lilly (1922–1970) finanziell zu unterstützen. Nach dem Ende des Zweiten Weltkriegs ging Schmid 1945 nach Lausanne, wo er zunächst als Gärtner arbeitete, bevor er sich um die Aufnahme an die École des Beaux-Arts bewarb und sogleich aufgenommen wurde. Das vierjährige Studium finanzierte er sich mit Gelegenheitsjobs als Kulissenmaler, Bühnenbildner, Heizungsschlosser, Kellner, Nachtwächter oder Fabrikarbeiter.
Im Jahr 1964 heiratete er Mia Jörger (geb. 1930 in Chur). Die beiden lebten zunächst an der Bahnhofstrasse in Chur in einem Dachgeschoss, das sie als Wohnung und Atelier eingerichtet hatten. Ende der 1960er Jahre bauten sie auf einem Grundstück aus Familienbesitz in Tamins ein Atelierhaus, das sie später während der Sommermonate bewohnten. Drei Jahre lang mieteten sie zudem eine Wohnung in St. Paul-de-Vence an der Côte d’Azur und kauften anschliessend 1990 eine Wohnung mit Dachterrasse im benachbarten Cannet, welche sie bis 2007 besassen. Dort arbeitete Schmid in den Wintermonaten, während seine Frau das gemeinsam eingerichtete Antiquitätengeschäft von 1975 bis 1996 in Chur führte. Schmid verbrachte zudem in den Jahren 1960/1961 einen viermonatigen künstlerischen Aufenthalt in Israel. Seine letzten Lebensmonate verbrachte Schmid in Tamins. Er starb nach längerer Krankheit am 12. Juni 2008 in Chur.

## Werk

### Grafische Arbeiten
Nach dem Abschluss der Kunstgewerbeschule arbeitete Hans Schmid in einigen Grafikateliers in Lausanne und Vevey und verbrachte Studienaufenthalte in Paris. 1954 gründete er in Chur sein eigenes Grafik-Atelier. 1958 trat Schmid der GSMBA Graubündener «Gesellschaft Schweizerischer Maler, Bildhauer und Architekten» (heute Visarte Graubünden) bei und wurde später deren Vorstandsmitglied.
Zunächst verblieb Schmids grafische Bildsprache in der Gestaltung der Plakate für die Destination Klosters dem Zeitgeist verpflichtet. Bald schon entwickelte er eine eigene moderne grafische Sprache, die sich in der Umsetzung des Logos für die Rhätische Bahn im Jahre 1964 sowie in zahlreichen Plakaten für Graubünden Ferien zeigt.
1974 realisierte er für die Stadt Chur das Konzept «Chur – ein Strauss voller Möglichkeiten» sowie im französischen Lyon einen interaktiv konzipierten Stand für den Kanton Graubünden. Im Churer Warenhaus «Vilan» (heute «Manor») realisierte er ab Ende der 50er Jahre Schaufenster-Dekorationen. Bei Tourismusprospekten für Klosters, Plakate für Pferderennen in Maienfeld wie auch bei so genannten «Werbe-Aktionen» in England, den Niederlanden, Belgien, Frankreich und Deutschland griff der Bündner Tourismus auf Plakate, Illustrationen, Steckbriefe und Prospekte von Hans Schmid zurück. Hans Schmid skizzierte, gestaltete, verbildlichte und textete die Werke selber. Er illustrierte zudem etliche Programmhefte für das Theater Chur. Im Jahre 2006, kurz vor seinem Tod, wurde Schmid für sein grafisches Schaffen der Anerkennungspreis des Kantons Graubünden verliehen.

### Künstlerische Arbeiten
Ab 1978 wandte sich Schmid seiner Laufbahn als freischaffender Künstler zu und machte sich mit seinen naturalistischen Vogeldarstellungen einen Namen als «Vogelschmid». 1978 begann er, Vögel zu zeichnen und zu malen. Als Schlüsselerlebnis nannte er die Beobachtung eines Baumfalken bei seinem Atelier in Tamins. Von 1978 bis 1982 bildete er die ganze Avifauna (Vogelwelt) Graubündens in einem Werk ab, das als Bestimmungsbuch für die in Graubünden lebenden Vögel dienen sollte. Aus finanziellen Gründen konnte dieses Buchprojekt nicht realisiert werden. Aus diesem Projekt resultierte 1982–1983 die Einzelausstellung «Greifer und Pfeifer – die Vogelwelt Graubündens», im Bündner Kunstmuseum. Den Vogelbildern bezeichnend ist eine Bildsprache, die beständig zwischen wissenschaftlicher Zeichnung und freier künstlerischer Interpretation hin- und herspielt. Die Bilder sind Ausdruck von wissenschaftlicher Genauigkeit und Naturverbundenheit zugleich. Beharrlich und bis ins kleinste Detail hielt Schmid «seine gefiederten Freunde» fest. Zeit seines Lebens begleitete ihn außerdem die Leidenschaft fürs Fotografieren und das Studium der Natur.
Mitte der 1970er Jahre erhielten der Natur- und Umweltschutz einen höheren Stellenwert. Zusammen mit Co-Autoren erarbeitete er Natur- und Waldlehrpfade, in denen er die gesamte Palette von Lebewesen illustrierte. Diese informativen Tafeln, in sachlicher Sprache geschrieben und mit akribischen Darstellungen von Tieren und Pflanzen versehen, ermöglichen noch heute Einblicke in die Flora und Fauna Graubündens (Naturlehrpfade in Chur, Flims, auf der Lenzerheide, Klosters und Filisur).
In seinen vornehmlich realistisch geprägten Landschafts-, Natur- und Architekturdarstellungen sind die analytischen bildsprachlichen Elemente und kompositorischen Mittel im Umgang mit der Natur und des ihr zugrunde liegenden Formenrepertoires ebenso erkennbar. In der Reduktion der Landschaft zeigt sich ein Spiel zwischen Naturalismus und Abstraktion zwischen Linie und Fläche. In seinen vornehmlich realistisch geprägten Landschafts-, Natur- und Architekturdarstellungen sind die analytischen, bildsprachlichen Elemente und kompositorischen Mittel im Umgang mit der Natur und des ihr zugrunde liegenden Formenrepertoires ebenso erkennbar.
Eine weitere Komponente, die in Schmids non-figurativen Arbeiten aus den 1960er Jahren als konstituierendes Moment für die Komposition und die Bildsprache fungiert, ist die Spiralform. Sie ist als meditativ sich beständig wiederholende Urform für die Kreationen des Künstlers zu verstehen. Parallel dazu zeigt sich der Wirbel als stete Wiederholung des Themas in kräftiger offensiver Farbe, zum Teil mit zunehmender Überlagerung durch intuitiv angebrachte, spritztechnische Interventionen. Die Spiral- oder Wirbelsilhouette tritt in ihrer Grundlage vereinzelt auch in fortschreitend geometrisch gehaltenen Konstruktionen zu Tage. In rhythmisch und musisch arrangierten Staffelungen von Fläche, Farbe und Raum entwickeln Schmids Gouachen und Acrylmalereien eine in sich geschlossene Plastizität.
Ein weiteres Sujet, dem sich Schmid gewidmet hatte, sind seine Darstellungen von Menschen als Individuen in ihren alltäglichen und persönlichen Lebenskontexten. Trat die menschliche Gestalt im Frühwerk von Schmid oft noch als klassischer Akt zutage, lotete Schmid den Menschen auch in schlichten Strichen als Wesen aus und das Motiv der Bühne wurde zunehmend tragend: Die Utopie der Zirkuswelt wurde zum häufigen Sujet und zeigte den Menschen immer wieder in der tragisch-traurigen Figur des Harlekin oder auch in Gestalt von Artisten und Jongleuren. Waren die Menschendarstellungen zumeist von malerischer Flächigkeit in spätkubistischer Manier gehalten, dominierte die Auseinandersetzung mit der faszinierenden kräftigen Agilität der Tierwelt ein oft präzise, schlank aufgetragener und schnell geführter Strich.
Im Spätwerk Schmids treten einerseits harte Konturen in den Collagen zu Tage wie auch in poetischer Leichtigkeit und zarter Pinselführung transluzid wirkende Koloraturen, die in den Raum vor und hinter dem Bild einzufliessen scheinen. Die bestechende Farbigkeit lässt sich wohl nicht zuletzt auch auf seine jährlichen Aufenthalte in Südfrankreich zurückführen und insbesondere in den Collagen treten Farben zutage, die Schmid jeweils in der grafischen Gestaltung der Plakate für den Bündner Tourismus verwendet hat.
Vereinzelt sind während Schmids Schaffenszeit auch Plastiken entstanden, in denen erneut die architektonische Formensprache zu Tage tritt. Klare Konturen in schwarz patiniertem Eisen zeigen die Reduktion in eine rhythmisch, geometrisch und flächig gefasste Komposition. Das Spiel von musischer Formensprache, Fläche und Raum zeigt sich ebenfalls in einer gross angelegten Skulptureninstallation, die sich, in Aluminium gehalten, in Tamins bei Schmids Atelierhaus zum Himmel hin erhebt. In Tamins und Filisur hat Schmid zudem Wandmalereien für Schulhäuser realisiert. Als er gegen Ende der 1950er Jahre das Wandbild im Schulhaus Tamins ausführte, tat er dies nicht allein, sondern mit den Schülern zusammen. Darin sah er die Möglichkeit, den Kindern zu beweisen, dass man sie ernst nimmt und sie an der Realisation der Dorfgeschichte mitwirken können. Immer wieder hat sich Schmid auch mit Projekten für Kinderbücher beschäftigt. Skizzen hierzu sind reichlich entstanden, Publikationen resultierten daraus keine.

## Auszeichnungen
- 1965: Silbermedaille der «Mostra internationale Manifesto Turistico», für das Sommerplakat von Klosters
- 2006: Anerkennungspreis des Kantons Graubünden, für künstlerisches und gestalterisches Schaffen

## Ausstellungen
- 1958: Gruppenausstellung GSMBA im Bündner Kunstmuseum, Chur
- 1959: Wandbild, Schulhaus Filisur
- 1965: Wandbild, Schulhaus Tamins
- 1977: Kunst am Bau, im Herold-Schulhaus, Chur
- 1980 Einzelausstellung ZYT-Galerie, Sempach
- 1982–1983: Einzelausstellung «Greifer und Pfeifer – die Vogelwelt Graubündens», Bündner Kunstmuseum, Chur
- 1983: Einzelausstellung Galerie zur alten Schmiede, Thusis
- 1987: Einzelausstellung Emser Werke, Domat/Ems
- 1990: Einzelausstellung Galerie Maihof, Schwyz
- 1990: Einzelausstellung Galerie La Siala, Flims
- 1990–1991: Einzelausstellung Galerie La Siala, Flims
- 1993: Gruppenausstellung Galerie M. Andersen, Zürich
- 1994: Einzelausstellung Sala Segantini
- 1995: Doppelausstellung Hans Schmid und Gian-Battista von Tscharner, Schloss Reichenau
- 1997: Gruppenausstellung «Drei Bündner Künstler», Ingenieurschule Wädenswil (Robert Ralston, Hans Schmid, Emmi Schmucki)
- 1997: Einzelausstellung Galeria d’Art, Zuoz
- 2001: Einzelausstellung Hotel- und Touristikfachschule Passugg
- 2004: Einzelausstellung «Ein Leben in Bildern», Stadtgalerie Chur

Ausstellungen in Kooperation mit dem Verkehrsverein Graubünden
- 1970: Chur, Sonderausstellung «Surselva»
- 1974: Lyon (F), Paris (F), Amersfoort (NL)
- 1975: Brüssel (B), Colamd (F), Strasbourg (F), Frankfurt (D), Hamburg (D), St. Gallen, Tivoli Spreitenbach
- 1976: Essen (D), Düsseldorf (D), Berlin (D), Dortmund (D), Rorschach, Zürich Hauptbahnhof, Romanshorn, Basel
- 1977: Niederglatt, Basel MUBA, Lausanne

## Publikationen
- 1980: Meine gefiederten Freunde. Biotop Verlag, Zofingen (Nummerierte und signierte Auflage von 100 Ex.)
- 1982: Vögel – Skizzen und Arbeitsblätter. Schuler Verlag + H. Schmid, Chur (Nummerierte und signierte Auflage von 1000 Ex.)
- 1982: Greifer und Pfeifer – die Vogelwelt Graubündens. Hrsg. Beat Stutzer. Publikation zur Ausstellung im Bündner Kunstmuseum, Chur. (12 Bl. m. Abb.)
- 2004: Hans Schmid – Ein Leben in Bildern. Text: Armon Fontana. Publikation zur Jubiläums-Ausstellung zum 80. Geburtstag des Künstlers. Stadtgalerie Chur. Casanova Verlag. (27 S., Abb.)